# Кранбрук
Кранбрук (англ. Cranbrook) — город в юго-западной части Канады, расположен на западном берегу  реки Кутеней при её слиянии с рекой Святой Марии. Крупнейший городской центр в регионе, известном как Восточный Кутеней. Население — 20 499 человек (2021). В городе находится штаб Регионального Района Восточного Кутеней (англ. Regional District of East Kootenay) и также региональные штабы различных провинциальных министерств и агентств, включая управление Лесного Района Рокки Мунтэйна (англ. Rocky Mountain Forest District).
В Кранбруке находится Канадский музей железной дороги, в экспозиции которого можно найти пассажирские поезда выпущенные в 1920-х для CPR и в 1900-х для Споканской Международной Железной дороги (англ. Spokane International Railway). Также в городе располагается местная хоккейная команда «Лёд Кутенея» (англ. Kootenay Ice), которая входит в состав Западной хоккейной лиги. Кранбрук также является родиной многих игроков НХЛ.

## История
Первоначально населяемая уроженцами Ктунаха земля, на которой теперь расположен Крэнбрук, была куплена европейскими поселенцами, в частности Полковником Джеймсом Бейкером, который назвал приобретённую землю Крэнбруком в честь его дома в Крэнбруке, Кент, Англия.
В 1898 Бейкер убедил канадскую Тихоокеанскую железную дорогу провести железнодорожную ветку через Крэнбрук а не соседний Форт Стил. Вследствие этого Крэнбрук стал главным центром области, а соседний Форт Стил начал утрачивать своё значение, однако последний до наших дней сохранил статус города.
1 ноября 1905 года Крэнбруку был присвоен статус города.

## Школы и колледжи города

### Школы
- Amy Woodland Elementary
- Gordon Terrace Elementary
- Highlands Elementary School
- Kootenay Orchards Elementary School
- Laurie Middle School
- Mount Baker Secondary School
- Parkland Middle School
- Pinewood Elementary School
- Steeples Elementary School
- T M Roberts Elementary School
- Kootenay Christian Academy

### Колледжи
- College of the Rockies

## География
В то время как общий рельеф города относительно плоский, сам Крэнбрук окружён многочисленными возрастающими холмами на которых расположены жилые дома . Кроме того на западе от Крэнбрука расположены горы Purcell, а на севере и востоке Скалистые горы.

## Климат
Environment Canada сообщает что Крэнбрук самый солнечный город в Британской Колумбии. Ежегодно город получает около 2228.6 часов солнечного света. Из-за этого Крэнбрук достаточно сухой город и значительная часть осадков выпадает в виде снега. Environment Canada также сообщает, что в городе почти не бывает сильных ветров. Количество туманных дней незначительно, а среднее атмосферное давление самое высокое среди всех канадских городов. Среднее число дней без морозов — 110. Как правило дни без мороза проходят в период с 26 мая по 14 сентября. Средние дневные температуры находятся в промежутке от −8.3 °C до 18,2 °C. Однако температура может колебаться от −30 °C зимой до 35 °C в летние месяцы.
| Показатель                    | Янв. | Фев.  | Март | Апр. | Май  | Июнь | Июль | Авг. | Сен. | Окт. | Нояб. | Дек. | Год   |
| ----------------------------- | ---- | ----- | ---- | ---- | ---- | ---- | ---- | ---- | ---- | ---- | ----- | ---- | ----- |
| Абсолютный максимум, °C       | 10   | 14    | 19   | 28   | 32   | 35   | 36   | 35,5 | 34   | 28,5 | 17,5  | 11,5 | 36    |
| Средний суточный максимум, °C | −2   | 1,8   | 8    | 13,5 | 18,3 | 21,9 | 25,9 | 25,7 | 20   | 12,1 | 2,5   | −3,1 | 12,1  |
| Средняя температура, °C       | −5,8 | −2,9  | 2,4  | 7,0  | 11,5 | 15,0 | 18,1 | 17,6 | 12,5 | 6,2  | −1,2  | −6,5 | 6,2   |
| Средний суточный минимум, °C  | −9,7 | −7,6  | −3,2 | 0,5  | 4,6  | 8,1  | 10,3 | 9,5  | 4,8  | 0,3  | −4,8  | −9,9 | 0,2   |
| Абсолютный минимум, °C        | −33  | −31,5 | −24  | −10  | −3,5 | −0,5 | 2,5  | −1   | −6   | −15  | −30   | −35  | −35   |
| Норма осадков, мм             | 33,3 | 24,2  | 19,9 | 26,5 | 44,2 | 52,5 | 35,6 | 28,5 | 28,9 | 21,8 | 39,7  | 46   | 401,2 |
| Источник: Environment Canada  |      |       |      |      |      |      |      |      |      |      |       |      |       |

## Образование
Крэнбрук является родиной главного университетского городка Колледжа Скалистых гор, у которого есть более чем 2500 полностью и частично занятых студентов из 21 стран.
Государственными школами управляет Школьный округ 5 Юго-восточных Кутеней, который состоит из семи начальных школ и двух средних школ объединяющихся в единственную среднюю школу города: Mount Baker Secondary School, дающей обучение примерно 1500 студентам. До 2004 средние школы упоминались неполные средние школы 8-10 классов, а не текущие 7-9 классов. Однако, из-за снижения регистрации школьный округ принял новую систему.
Также есть зарегистрированные школы на дому.

## Транспорт
В Крэнбруке находится главное депо Канадской Тихоокеанской железной дороги, которое служит ключевой станцией для поездов, прибывающих от и отбывающих в Соединенные Штаты.
Крэнбрук стоит на пересечении важных шоссе 3 и 93/95. Из-за непосредственной близости города от границ Альберты и Соединенных Штатов он является важным транспортным центром.
Макфи-Бридж (англ. McFee Bridge), также известный как Мост Св. Марии, возвышается высоко над рекой Св. Мариса около канадского международного аэропорта Скалистых гор (англ. Canadian Rockies International Airport) и Теневого Горного Сообщества Гольфа (англ. Shadow Mountain Golf Community). Мост находится на шоссе 93/95, соединяющем Кимберли и Крэнбрук.
Приблизительно в 9 км к северу расположен канадский международный аэропорт Скалистых гор, который недавно закончил свою модернизацию включая удлинение его взлетно-посадочной полосы от 6000 до 8000 футов, чтобы увеличить ограниченное число международных рейсов, и расширения Терминала для увеличения количества одновременно обслуживаемых пассажиров. Аэропорт обслуживается Air Canada Jazz по направлениям Ванкувер и Калгари, Pacific Coastal Airlines — Ванкувер, и Delta Air Lines в Солт-Лейк-Сити.
В Крэнбруке имеется система общественного транспорта из семи автобусных маршрутов.
11 февраля 1978 Pacific Western Airlines рейс № 314, Boeing 737-200, потерпел крушение в Крэнбруке. Из 50 человек на борту погибло 44.

## Известные жители
Известные личности, родившиеся в Крэнбруке:
- Брэнт Карвер — профессиональный актёр театра;
- Джаггернаут — профессиональный рестлер;
- Дональд К. Макдональд[англ.] — политик;
- Братья Роб Нидермайер и Скотт Нидермайер — игроки НХЛ;
- Кейт Палинджер[англ.] — писатель;
- Том Ренни[англ.] — главный тренер команд НХЛ;
- Бен Рутледж — участник канадской сборной по гребле, олимпийский медалист летних олимпийских игр в Пекине 2008;
- Стив Айзерман — бывший игрок НХЛ, член Зала хоккейной славы, ныне генеральный менеджер клуба «Тампа Бэй Лайтнинг»;
- Боуэн Байрэм — хоккеист, выступающий в НХЛ;
- Брэд Лукович — профессиональный хоккеист;
- Джеймс Хайльман — врач скорой помощи;
- Lillix — поп-рок-группа.

## Местные СМИ

### Газеты
- Cranbrook Daily Townsman (Горожанин Крэнбрука) — ежедневная газета
- Kootenay Advertiser (Рекламодатель Кутеней) — еженедельная газета, издаваемая в понедельник среду и пятницу

### Радиостанции
- 101.3 FM — CBRR-FM, CBC Radio One (повторения CBTK-FM, Келоуна)
- 102.9 FM — CHDR-FM, Рок
- 104.7 FM — CHBZ-FM, Кантри
- 106.5 FM — VF2497, христианское (повторения VOAR, Mount Pearl, Newfoundland and Labrador)

### Безвоздушные телевизионные ретрансляторы
- Канал 5: CFCN-TV-9, CTV (повторения CFCN-TV Калгари)
- Канал 10: CBUBT-TV-7, CBC (повторения CBUT Ванкувер)

### Местное телевидение
- Shaw TV

## Города-побратимы
Крэнбрук имеет город побратим:
- — Кер-д’Ален (Айдахо) (США)